# Volcán Tenorio
El Volcán Tenorio es un volcán ubicado en Costa Rica, en la Cordillera de Guanacaste. Está localizado en la divisoria de las provincias de Guanacaste y Alajuela, a 6 km noreste de Cañas, y está asentado en un valle pintoresco y ubérrimo, conocido como Bijagua. Su cumbre más alta alcanza los 1916 m s. n. m.
El macizo del Tenorio consiste en cuatro picos volcánicos y dos cráteres gemelos (uno a veces llamado volcán de Montezuma). Las cumbres de estos conos volcánicos se encuentran adosadas y alineadas en dirección NNO-SSE. En total, ocupa una extensión de 225 km². Está cubierto por sabana en las partes bajas, bosque lluvioso en las medias y bosque nuboso en las altas. Desde la falda oeste fluye el río Tenorio y desde la sur el Tenorito y el Martirio. Desde su cima se puede observar las llanuras de Guatuso y San Carlos, el Lago de Nicaragua, la Reserva de Caño Negro y el lago Arenal. Desde sus faldas serpentea el río Frío.
El volcán es conocido por sus aguas termales (con temperaturas de hasta 94 °C) y pailas burbujeantes. La actividad volcánica está compuesta por fumarolas y aguas calientes. A los pies del Tenorio se extienden grandes plantaciones de macadamia. Además en sus faldas está el río Celeste, conocido por su agua celeste y transparente; muchas cascadas en el camino con agua cristalina y limpia forman parte de dicho volcán.
Desde 1995 el volcán es parte del Parque nacional Volcán Tenorio, uno de los parques nacionales más nuevos y es parte del Área de Conservación Arenal Tempisque (ACAT). Es posible llegar al cráter en una caminata de un día, el ascenso se inicia en los alrededores de Agua Caliente (acceso por ruta 927), en la cara suroeste del volcán. La ruta hasta la cima tiene una longitud de 13 kilómetros (ida y vuelta) y un desnivel de 1.090 metros, el camino no es difícil y está bien señalizado. La ruta atraviesa buena parte del bosque lluvioso local y llega hasta el borde de los cráteres del Tenorio.

## Toponimia
El nombre de volcán Tenorio es mencionado por primera vez en un documento de 1744:

...La Ocampo había sido casada antes y tenía un hijo que se perdió demente de la cabeza en las cordilleras del volcán de Tenorio,...

En 1745, el historiador León Fernández Bonilla lo registró en uno de sus documentos:

...está otro río que llaman Río Frío, que se dice nase [sic] del Pie de el Bolcán [sic] que llaman de Tenorio.

Según el explorador alemán Karl von Seebach, el volcán Tenorio aparece mencionado en un documento conocido como el Diario del Padre Cepeda, publicado en 1851, bajo el nombre de "Thonorio".
Una antigua leyenda chorotega explica el nombre del volcán.

## Clima
El clima del parque nacional Volcán Tenorio y Zona Protectora Tenorio en la mayor parte del área recibe la influencia climática del Caribe con precipitaciones durante casi todo el año por el efecto orográfico, con dos meses (marzo y abril) más secos; sin embargo en ciertos sectores de la falda Pacífica las condiciones se presentan con una época seca que va de enero a mayo. La temperatura promedio es de 23 °C; presentándose las mínimas en la cumbre
de los conos volcánicos donde se tienen datos de 15 °C y el promedio anual de lluvia es 3.500 mm.

## Aspectos físicos

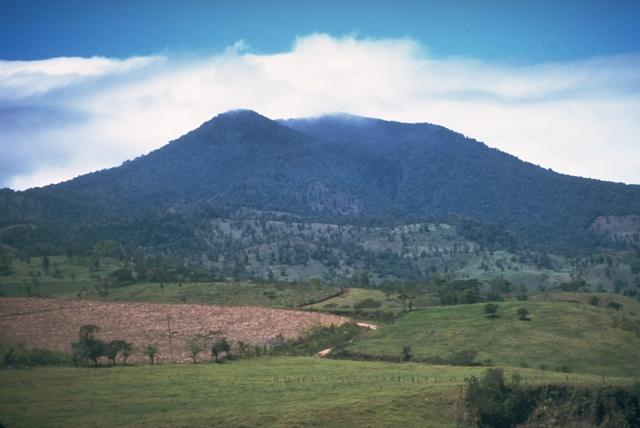

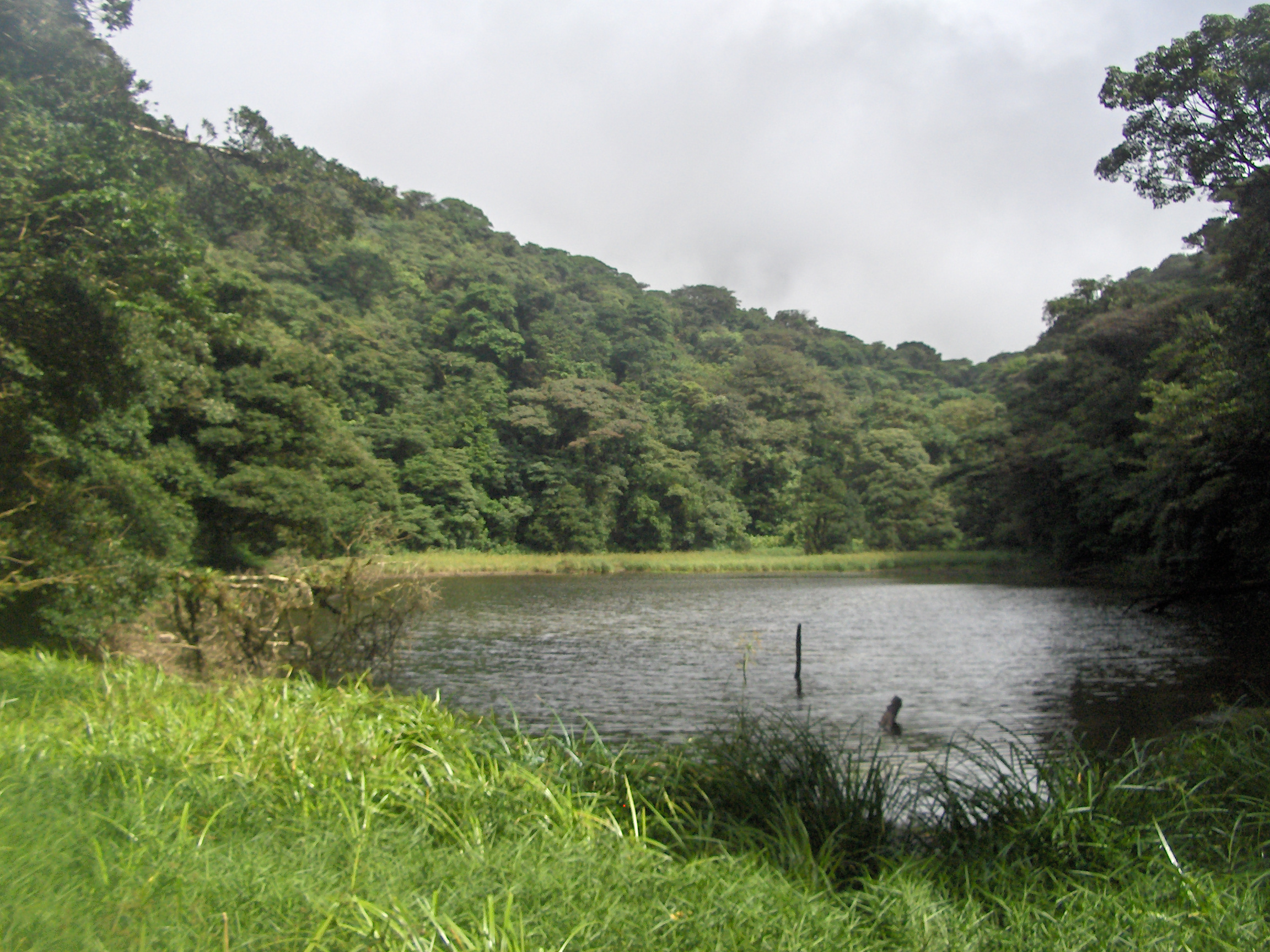
Laguna Danta, Bijagua, Upala

El Tenorio es un volcán de tipo poligénico, es decir, está formado por material de distintos cráteres que hicieron erupción de forma simultánea. Está conformado por cuatro conos volcánicos adosados en dirección noroeste-sureste. La estructura ubicada en la parte norte del volcán presenta una serie de domos volcánicos formados por cúpulas de lava, que alcanzan los 700 m s. n. m. Al suroeste del campo de domos, se localiza un cono con un cráter vestigial, cuyo edificio volcánico, bien desarrollado, posee un patrón de drenaje radial. A su lado, se halla otro cono más pequeño con un cráter bien definido, conocido como cerro La Carmela, que además posee una pequeña laguna de 10 m de diámetro. Los dos conos están cubiertos por vegetación boscosa y flanqueados por fincas y bosque secundario.
Al sureste de La Carmela, se halla el volcán Montezuma (1520 m s. n. m.), que posee dos pequeños cráteres gemelos, seguido del volcán Tenorio propiamente dicho, que igualmente posee otros dos cráteres, Tenorio 1 y Tenorio 2, de los cuales el ubicado al noroeste, mejor desarrollado, fue su último foco eruptivo. Dentro del mismo, existe una laguna grande y cubierta vegetal. El complejo Tenorio-Montezuma ha derramado múltiples coladas de lava en un pasado geológico reciente.
A pesar de lo copioso y sostenido de las lluvias durante todo el año, este volcán solo posee un lago pequeño. Secciones de las paredes internas han colapsado por lo que se nota una topografía semiplana cubierta por intrincada vegetación. Las orillas del lago cratérico están conformadas por suelos suaves y pantanosos. El fondo, también fangoso del lago, se encuentra a un metro escaso de la superficie y está conformado por sedimentos y gran cantidad de materia orgánica en descomposición. El viento constante en la cima del volcán Tenorio y la visita de animales salvajes a ese lago hacen que el somero espejo de agua se mantenga enrarecido por material en suspensión. No hay señales de fumarolas o cualquier otro tipo de actividad volcánica contemporánea. La temperatura del agua se encontró en 16 °C y su pH alrededor de 7.0.
El macizo del Tenorio posee una serie de escarpes y alineamientos tectónicos que lo circundan. En el flanco noroeste del Tenorio, existen más de una decena de estructuras dómicas de andesita. El cerro Olla de Carne (454 m s. n. m.), ubicado a 12 km al noreste del Tenorio, es un posible foco volcánico antiguo de este complejo.
En Bijagua de Upala en las faldas del volcán se ubica en un cráter antiguo del volcán Tenorio la Laguna Danta.
Petrográficamente, las lavas del Tenorio están compuestas por andesita, andesita basáltica y basaltos. El volcán Tenorio se constituye en el límite sur de la Cordillera de Guanacaste.

## Actividad volcánica
Existe una leyenda sobre una erupción en 1816, pero el volcán se observó con bosque denso en 1864 y no se considera que haya tenido una erupción en época histórica, pero mantiene una gran actividad en sus faldas. Desde 1989 ha estado en estudio de prefactibilidad para determinar su potencial geotérmico. En 1998, las cercanías del volcán sufrieron un temblor de regular intensidad. 
Se han reportado enjambres sísmicos en 2002, 2011 y 2016. En enero de 2018 se registró en las faldas del Volcán Tenorio casi un millar de sismos, de los cuales 60 superaron los 2.2 grados y uno incluso llegó hasta los 5.3. Uno de los efectos del enjambre sísmico fue que el río Celeste cambió su coloración y lució con un tono café, y pudo deberse a dos factores: un deslizamiento o por el movimiento los sedimentos del río suban. Actualmente presenta fumarolas y fuentes termales.
Las manifestaciones principales son liberación de vapor por temperatura, aguas termales, gases tóxicos, fumarolas y presencia de sílice coloidal y otros elementos químicos en los ríos, especialmente el río Celeste. Estos sitios en el sector de Alto Masís se manifiestan mediante fumarolas y agua termal. Las aguas termales producto de la actividad volcánica están ubicadas en el cauce del río Celeste. La fuente termal “La Casa”, posee temperatura de 46 °C y pH de 3,5, mientras que en el sitio denominado “Los Hervideros” (ubicado en las márgenes del río Roble, cerca de su confluencia con el río Celeste y a 700 m s.n.m.) ocurren escapes de gases con temperaturas entre 31 y 94 °C y aguas con pH de 2. En este sitio también conocido como los Borbollones hay una actividad volcánica secundaria, que son emisiones de gases de elevada temperatura que a través de fisuras y grietas en la estructura volcánica hace que el agua salga de manera vertical provocando un burbujeo y liberando sulfuro de hidronio. La concentración de CO2 en los Borbollones del río Celeste excede los 20,000 ppm, concentraciones que en espacios con poca circulación de aire como cuevas o cavidades puede asfixiar pequeños animales como aves, insectos, serpientes; y en el lugar conocido como “El Pozo de la Muerte” que tiene poca profundidad y un metro de diámetro; en él se han encontrado animales muertos desde aves hasta osos hormigueros; el dióxido de carbono desplaza al oxígeno provocando un paro respiratorio en los animales que ingresan al lugar.
En el flanco noreste del volcán existe actividad fumarólica en un área aproximada de 2500 metros cuadrados denominada “Los Quemados”, con fuerte alteración hidrotermal y olor sulfuroso. En el sector El Jilguero (parte sur del volcán) también se localizan dos pequeñas fuentes de aguas termales y las Hornillas de San Lorenzo. En el lugar conocido como “Las Ollas” se encuentran aberturas en el suelo donde al excavar se puede encontrar lodo caliente.